# Donald Knuth
Donald Ervin Knuth, Don Knuth, född 10 januari 1938 i Milwaukee, Wisconsin, är en amerikansk matematiker och datalog, professor emeritus i The Art of Computer Programming vid Stanford University.
Knuth är känd som upphovsmannen till typsättningsprogrammet TeX, fontbeskrivningsspråket Metafont, dokumentationssystemet WEB samt för sina många böcker inom framför allt matematik och datavetenskap, bland annat Concrete Mathematics samt den ännu ej avslutade serien The Art of Computer Programming.
Knuth utsågs till hedersdoktor vid KTH 1991.
Asteroiden 21656 Knuth är uppkallad efter honom.